# Stapelia parvula
Stapelia parvula là một loài thực vật có hoa trong họ La bố ma. Loài này được Kers miêu tả khoa học đầu tiên năm 1969.